# Коудет, Эдуардо
Эдуардо Херман Коудет (исп. Eduardo Germán Coudet; род. 12 сентября 1974[…], Буэнос-Айрес) — аргентинский футболист и футбольный тренер.

## Игровая карьера
Эдуардо Коудет начинал свою профессиональную карьеру футболиста в клубе «Платенсе». 23 октября 1993 года он дебютировал в главной аргентинской лиге, в матче против «Боки Хуниорс». В 1995 году Коудет перешёл в «Росарио Сентраль», вместе с которым выиграл свой первый трофей, став в том же году обладателем Кубка КОНМЕБОЛ. Поиграв в 1995—1998 годах за «Сан-Лоренсо», Коудет стал игроком «Ривер Плейт», в составе которого в течение трёх лет четыре раза выигрывал чемпионат Аргентины.
Летом 2002 года Коудет впервые отправился играть за границу, перейдя в клуб испанской Примеры «Сельта». Однако в сезоне 2002/03 он появлялся на поле лишь в 9 матчах «Сельты» в лиге и 2 — в Кубке Испании. По окончании сезона Коудет вернулся в «Ривер Плейт». Затем он вновь играл за «Росарио Сентраль» и «Сан-Лоренсо», а в начале 2007 года перешёл в мексиканский «Сан-Луис», где провёл следующие 2 года. Во время мексиканской Клаусуры 2009 Коудет выступал за «Некаксу», а после ещё один чемпионат отыграл за «Сан-Луис».
Заканчивал карьеру игрока Коудет в США, где сначала выступал за «Филадельфию Юнион» в MLS 2010, а затем за «Форт-Лодердейл Страйкерс» в Североамериканской футбольной лиге.

## Тренерская карьера
14 декабря 2014 года Коудет был назначен главным тренером «Росарио Сентраль». Контакт подписан на 2 года. Под его руководством команда заняла третье место в чемпионате Аргентины 2015 года.
26 мая 2017 года назначен главным тренером мексиканского клуба «Тихуана». 30 октября 2017 года расторг контракт «Тихуаной» по обоюдному согласию.
18 декабря 2017 года назначен главным тренером «Расинга» (Авельянеда). 14 декабря 2019 года покинул клуб после победы «Расинга» над Тигре (2:0) в 1-м розыгрыше Трофея чемпионов.
16 декабря 2019 года назначен главным тренером бразильского «Интернасьонала». Контракт подписан до конца 2021 года. 8 ноября 2020 года покинул бразильский клуб из-за нового предложения о работе. Под его руководством «Интернасьонал» лидировал в Серии А 2020 после 20-го тура.
12 ноября 2020 года назначен главным тренером испанской «Сельты». Контракт подписан до июня 2022 года.

## Достижения

### В качестве футболиста
«Росарио Сентраль»
- Обладатель Кубка КОНМЕБОЛ: 1995

 «Ривер Плейт»
- Чемпион Аргентины (5): Ап. 1999, Кл. 2000, Кл. 2002, Кл. 2003, Кл. 2004

### В качестве тренера
«Росарио Сентраль»
- Финалист Кубка Аргентины: 2014/15

 «Расинг»
- Чемпион Аргентины: 2018/19
- Обладатель Трофея чемпионов Суперлиги Аргентины: 2019